# Thomas J. J. Altizer
Thomas Jonathan Jackson Altizer (n. 28 mai 1927, Cambridge, Massachusetts, SUA – d. 28 noiembrie 2018, Stroudsburg⁠(d), Pennsylvania, SUA)) a fost un teolog radical care a încorporat concepția de „moarte a lui Dumnezeu” expusă de Friedrich Nietzsche în învățăturile sale.

## Scrieri
- Contemporary Jesus (Albany: State University of New York Press, 1997). ISBN 0-7914-3375-7
- Descent into Hell (Philadelphia: J. B. Lippincott, 1970).
- Genesis and Apocalypse: A Theological Voyage Toward Authentic Christianity (Louisville: Westminster/John Knox 1990) ISBN 0-664-21932-2
- Genesis of God (Louisville: Westminster/John Knox Press, 1993). ISBN 0-664-21996-9
- Godhead and The Nothing (Albany: State University of New York Press, 2003). ISBN 0-7914-5795-8
- The Gospel of Christian Atheism (Philadelphia: Westminster Press, 1966).
- History as Apocalypse (Albany: State University of New York Press, 1985). ISBN 0-88706-013-7
- Living the Death of God: A Theological Memoir (Albany: State University of New York Press, 2006). ISBN 0-7914-6757-0
- Mircea Eliade and The Dialectic of the Sacred (Philadelphia: Westminster Press, 1963),(Westport: Greenwood Press, 1975). ISBN 0-8371-7196-2
- New Apocalypse: The Radical Christian Vision of William Blake (Aurora: Davies Group, 2000). ISBN 1-888570-56-3
- New Gospel of Christian Atheism (Aurora: Davies Group, 2002). ISBN 1-888570-65-2
- Oriental Mysticism and Biblical Eschatology (Philadelphia: Westminster, 1961).
- The Self-Embodiment of God (New York: Harper & Row, 1977). ISBN 0-06-060160-4
- Total Presence: The Language of Jesus and the Language of Today (New York: Seabury Press, 1980). ISBN 0-8164-0461-5
  - (ed). Toward A New Christianity: Readings in the Death of God (New York: Harcourt, Brace & World, 1967).
  - cu William Hamilton, Radical Theology and the Death of God (Harmondsworth: Penguin, 1968).
  - Hamilton, William, A Quest for the Post-Historical Jesus (London, New York: Continuum International Publishing Group, 1994). ISBN 978-0-8264-0641-5

## Recenzii critice ale operei sale
- Lissa McCullough and Brian Schroeder, (eds.) Thinking Through the Death of God: A Critical Companion to Thomas J.J. Alltizer (Albany, NY:  SUNY, 2004).  ISBN 978-0-7914-6220-1
- D.G. Leahy, Foundation: Matter The Body Itself (Albany, NY:  SUNY, 1996).  ISBN 978-0-7914-2022-5
- John B. Cobb, (ed.) The Theology of Alltizer: Critique and Response Arhivat în 21 aprilie 2007, la Wayback Machine., (Philadelphia: Westminster, 1970)
- Robert S. Corrington, book review Arhivat în 1 mai 2007, la Wayback Machine. of Genesis and Apocalypse, Theology Today, 49/1 (April 1992).
- Langdon Gilkey, Naming the Whirlwind: The Renewal of God-Language, (Indianapolis: Bobbs-Merill, 1969).
- John Warwick Montgomery, The 'Is God Dead?' Controversy, (Grand Rapids: Zondervan, 1966).
- John Warwick Montgomery, The Alltizer-Montgomery Dialogue: A Chapter in the God is Dead Controversy, (Chicago: Intervarsity Press, 1967).
- John Warwick Montgomery, The Suicide of Christian Theology, (Minneapolis: Bethany Fellowship, 1970). ISBN 0-87123-521-8
- The Death of the Death of God Arhivat în 7 februarie 2007, la Wayback Machine. [audio-tapes], the debate between Thomas Alltizer and John W. Montgomery at the University of Chicago, 24 februarie 1967.
- Christopher Rodkey, book review of Thinking Through the Death of God, Journal of Cultural and Religious Theory, 6/3 (Fall 2005).
- Harris, Matthew Edward. Gianni Vattimo and Thomas J. J. Altizer on the Incarnation and the Death of God: A Comparison. Minerva 15 (2011): 1-19. http://www.minerva.mic.ul.ie//Vol%2015/index.html

## Legături externe
- Excerpt from Radical Theology and the Death of God Arhivat în 5 februarie 2012, la Wayback Machine.
- Thomas Altizer,"Apocalypticism and Modern Thinking", Arhivat în 15 aprilie 2011, la Wayback Machine. Journal for Christian Theological Research, 2/2 (1997).
- "The Revolutionary", Emory Magazine, Autumn, 2006.
- "God is Dead Controversy", Emory History.
- The God is Dead Movement Arhivat în 18 ianuarie 2009, la Wayback Machine., Time Magazine, 22 octombrie 1965.
- Review Gospel of Christian Atheism Arhivat în 26 septembrie 2010, la Wayback Machine.